# Alphonse Thibon
Pour les articles homonymes, voir Thibon.
Alphonse Jules Isidore Thibon, né le 7 novembre 1887 à Chandolas (Ardèche) et mort le 25 avril 1973 dans la même commune, est un homme politique français.

## Biographie
Propriétaire agricole, il fonde une mutuelle agricole puis une caisse d'assurances agricoles. En 1928, il entre au bureau de la Chambre d'agriculture de l'Ardèche et fonde une cave coopérative. En 1930 enfin, il devient président de la Fédération des caves coopératives de l'Ardèche. 
Fort de cet ancrage social et professionnel, il entre en politique en 1934 en devenant conseiller d'arrondissement conservateur de Joyeuse, puis, à partir de 1937, conseiller général de Joyeuse. Il devient député en 1936 sous les couleurs de la Fédération républicaine et se consacre, à la Chambre des députés, à la défense de l'agriculture. Le 10 juillet 1940, Alphonse Thibon vote en faveur de la remise des pleins pouvoirs au Maréchal Pétain.
Après la Seconde Guerre mondiale, il retrouve un siège au Parlement en devenant, en 1955, sénateur, membre du groupe du Centre républicain d'action rurale et sociale, apparenté au Centre national des indépendants et paysans (CNIP). Il ne renouvelle pas ce mandat en 1959.

## Sources
- « Alphonse Thibon », dans le Dictionnaire des parlementaires français (1889-1940), sous la direction de Jean Jolly, PUF, 1960 [détail de l’édition]